# Sergio Arribas
Sergio Arribas, né le 30 septembre 2001 à Madrid en Espagne, est un footballeur espagnol qui évolue au poste d'ailier droit ou de milieu de terrain à l’UD Almería.

## Biographie

### Real Madrid
Né à Madrid en Espagne, Sergio Arribas passe par le CD Leganés avant de rejoindre le centre de formation du Real Madrid CF en 2012. Il participe à l'UEFA Youth League lors de la saison 2019-2020, où il se fait notamment remarquer en quarts de finale, face aux jeunes de l'Inter Milan le 19 août 2020, en délivrant deux passes décisives et en provoquant un penalty pour son équipe, transformé par Miguel Gutiérrez, qui permet aux siens de s'imposer (0-3). Il remporte cette compétition cette saison-là.
Rapidement intégré à la Castilla par Raúl, Arribas se fait remarquer lors de la saison 2020-2021, au point d'être appelé pour la première fois en équipe première en septembre 2020 par Zinédine Zidane. Il joue son premier match en professionnel le 20 septembre 2020 face à la Real Sociedad, lors d'une rencontre de Liga. Il entre en jeu à la place de Vinícius Júnior, lors de cette rencontre qui se solde par un score nul et vierge de 0-0.
Sergio Arribas joue son premier match de Ligue des champions le 9 décembre 2020, face au Borussia Mönchengladbach. Il entre en jeu à la place de Rodrygo lors de cette rencontre remportée par son équipe (2-0).

### UD Almería
Le 9 août 2023, lors du mercato estival, Sergio Arribas rejoint l'UD Almería. Il signe un contrat de six ans, soit jusqu'en juin 2029.

## Palmarès
Real Madrid
- UEFA Youth League (1) :
  - Vainqueur : 2019-2020.
- Coupe du monde des clubs  (1 )
  - Vainqueur : 2022